# Icerya luederwaldti
Icerya luederwaldti är en insektsart som beskrevs av Hempel 1918. Icerya luederwaldti ingår i släktet Icerya och familjen pärlsköldlöss. Inga underarter finns listade i Catalogue of Life.